# Morssingel
De Morssingel is een singel en straat in de Nederlandse stad Leiden. 
De singel ligt aan de noordwestrand van de in de 17e eeuw gereed gekomen singelstructuur die de binnenstad van Leiden omsluit en loopt van het Galgewater tot aan de Rijnsburgerbrug tussen de Stationsweg en de Steenstraat, waarna het overgaat in de Rijnsburgersingel.
De straat ligt aan de buitenzijde van de singel; aan de binnen- of centrumzijde ligt geen doorgaande straat direct langs het water, omdat hier de stadswallen lagen. Hier ligt nu het Wereldmuseum Leiden, dat in een voormalig Academisch Ziekenhuis is gevestigd. Aan de stadszijde bevinden zich delen van de binnenvestgracht, maar ook de Morspoort, een restant van de Morspoortkazerne en standerdmolen De Put met een klein parkje.
De singel is vernoemd naar De Mors of moeras, het voorheen natte gebied aan de lage noordzijde van de Oude Rijn. Het grootste deel van dit gebied valt onder het huidige Morsdistrict, maar ook het buurtje D'Oude Morsch in de binnenstad verwijst hier naar. De Morspoortbrug is de enige brug over de singel.